# ديرك دي غروت
ديرك دي غروت (بالهولندية: Dirk de Groot)‏ (1 يناير 1943 - ) هو لاعب كرة قدم هولندي.